# A csodabogár
A csodabogár (eredeti cím: Phenomenon) 1996-ban bemutatott romantikus filmdráma. Rendezője Jon Turteltaub, a forgatókönyvet Gerald Di Pego írta saját ötlete alapján. A főbb szerepekben John Travolta, Kyra Sedgwick és Forest Whitaker látható. A film a Touchstone Pictures megbízásából készült.

## Cselekmény
|  | Alább a cselekmény részletei következnek! |

George Malley autószerelő (John Travolta) a 37. születésnapján egy fényvillanást lát az égen, és az élete ettől kezdve gyökeres fordulatot vesz. Érdekelni kezdik azok a dolgok, amik korábban nem érdekelték annyira (például a növények termesztése). Napi 2-3 könyvet elolvas. Amikor előre jelez egy kisebb földrengést, mert előtte infrahangokat érzékelt, felkeresi egy kutató a Berkeley Egyetemről, és az FBI is érdeklődni kezd iránta, amikor egy titkos rádiós kódot megfejt. George telekinézisre is képes, ceruzát vagy műanyag szemüveget is meg tud forgatni anélkül, hogy hozzájuk érne.
Egyszer George-ot egy olyan beteghez hívják, akinek beszédét nem érti senki, mert portugálul beszél. George az odavezető úton egy portugál nyelvkönyv segítségével képes megérteni az öreget, és megtalálja az unokáját is, aki szintén ételmérgezést szenvedett, így közvetve mindkettejük életét megmenti.
George felajánlja a könyveit eladásra, illetve hogy az emberek kérdezzenek tőle, ha nem hiszik, hogy mindet elolvasta. Mindenféle vad kérdést kap az UFO-król és hasonlókról. Majd elájul és kórházba kerül. Itt CT-vizsgálatot végeznek rajta. Kiderül, hogy agydaganata van, ami nem operálható, és különleges képességeit is valószínűleg ennek köszönheti, továbbá, hogy napjai vagy legfeljebb hetei vannak hátra. George belenyugszik a sorsába.
|  | Itt a vége a cselekmény részletezésének! |

## Szereplők
| Szereplő                | Színész         | Magyar hang     |
| ----------------------- | --------------- | --------------- |
| George Malley           | John Travolta   | Csankó Zoltán   |
| Lace Pennamin           | Kyra Sedgwick   | Götz Anna       |
| Nate Pope, rádióamatőr  | Forest Whitaker | Galambos Péter  |
| Brunder doki            | Robert Duvall   | Bács Ferenc     |
| Al Pennamin             | David Gallagher | Szalay Csongor  |
| Dr. Wellin              | Richard Kiley   | Bitskey Tibor   |
| John Ringold professzor | Jeffrey DeMunn  | Várkonyi András |
| Dr. Bob Niedorf         | Brent Spiner    |                 |
| Jimmy                   | Michael Milhoan | Rosta Sándor    |
| Tito                    | Tony Genaro     | Kránitz Lajos   |
| Banes                   | Sean O`Bryan    | Holl Nándor     |

## Forgatási helyszínek
- Petaluma, Kalifornia, USA
- Auburn, Kalifornia, USA
- San Francisco, Kalifornia, USA
- Santa Rosa Junior College, Santa Rosa, Kalifornia, USA
- Sonoma, Kalifornia, USA

## Idézet a filmből
- George, te húsz perc alatt megtanultál portugálul?
- George: De nem beszélek tökéletesen.